# Liesbeth Lijnzaad
Elisabeth (Liesbeth) Lijnzaad (* 2. Oktober 1960 in Rotterdam) ist eine niederländische Juristin und Professorin. Seit dem 1. Oktober 2017 ist sie Richterin am Internationalen Seegerichtshof.
Lijnzaad studierte an der Universität von Amsterdam und promovierte 1985 in internationalem Recht und 1987 in niederländischem Recht. Sie promovierte 1994 in internationalem Recht an der Universität Maastricht. Danach arbeitete Lijnzaad als juristische Mitarbeiterin im Außenministerium, wo sie 2006 Leiterin der Abteilung für internationales Recht wurde. Von dieser Position aus berät sie die Regierung und vertritt die Niederlande bei internationalen Gerichten. So vertrat Lijnzaad 2013 erfolgreich die Niederlande vor dem Internationalen Seegerichtshof in einem Fall, in dem es um das Greenpeace-Schiff Arctic Sunrise ging, das von Russland geentert und in Murmansk festgehalten worden war und dessen Besatzung nicht ausreisen durfte.
Lijnzaad ist seit 2006 Mitglied des Ständigen Schiedshofs. Sie ist Vorstandsmitglied der Königlich Niederländischen Gesellschaft für Internationales Recht und seit 2011 außerordentliche Professorin für Internationales Recht an der Universität Maastricht. Zum 1. Oktober 2017 trat Lijnzaad ihr Amt als erste niederländische Richterin am Internationalen Seegerichtshof an und ist seither Mitglied des Ständigen Schiedshofs.